# Ванхазебрук, Хейн
Хейн Ванхазебрук (нидерл. Hein Vanhaezebrouck; род. 16 февраля 1964, Кортрейк, Западная Фландрия) — бельгийский футболист и тренер.

## Карьера игрока
Воспитанник футбольного клуба «Уайт Стар Лауве». В нём же и дебютировал во взрослом футболе.
Также играл за клубы «Турне», «Кортрейк», «Харельбеке» и «Локерен».

## Карьера тренера
В 2000—2002 годах работал ассистентом в «Локерене».
В 2002—2003 годах был главным тренером «Спортинг Вест Харельбеке».
В 2004—2006 годах возглавлял клуб «Уайт Стар Лауве».

### «Кортрейк»
Летом 2006 года стал главным тренером «Кортрейка». В сезоне 2006/07 занял с командой 3-е место во Втором дивизионе чемпионата Бельгии. В сезоне 2007/08 «Кортрейк» стал чемпионом Второго дивизиона. В сезоне 2008/09 клуб занял 14-е место в чемпионате Бельгии и сохранил прописку в элитном дивизионе.

### «Генк»
Летом 2009 года стал главным тренером «Генка». 29 ноября 2009 года был уволен.

### Возвращение в «Кортрейк»
Летом 2010 года вернулся в «Кортрейк». В сезоне 2010/11 клуб занял 10-е место в регулярном чемпионате. В плей-офф Лиги Европы клуб занял последнее, четвёртое, место в своей группе. В сезоне 2011/12 клуб занял 6-е место в чемпионате. В чемпионском плей-офф занял последнее, шестое, место. В этом сезоне «Кортрейк» дошёл до финала Кубка Бельгии, в котором уступил «Локерену» со счётом 0:1. В сезоне 2012/13 клуб занял 9-е место в чемпионате. В плей-офф Лиги Европы занял последнее, четвёртое, место в группе. В сезоне 2013/14 команда заняла 8-е место в чемпионате. В плей-офф Лиги Европы дошли до финала, в котором уступили клубу «Остенде».

### «Гент»
Летом 2014 года стал главным тренером «Гента». В сезоне 2014/15 команда заняла 2-е место в регулярном чемпионате. В чемпионском плей-офф заняли 1-е место. Таким образом, «Гент» стал чемпионом Бельгии. Это чемпионство стало первым в истории клуба. В начале сезона 2015/16 «Гент» выиграл Суперкубок Бельгии, победив «Брюгге» со счётом 1:0. Этот Суперкубок стал первым в истории клуба. В Лиге чемпионов 2015/16 бельгийцы попали в одну группу с «Зенитом», «Валенсией» и «Лионом». Набрав 10 очков, команда Ванхазебрука вышла в плей-офф. В 1/8 финала по сумме двух встреч уступили «Вольфсбургу». В регулярном чемпионате 2015/16 заняли 2-е место. В чемпионском плей-офф заняли 3-е место. В регулярном чемпионате 2016/17 заняли 4-е место. В чемпионском плей-офф заняли 3-е место. В квалификации Лиги Европы прошли румынский «Вииторул» и македонскую «Шкендию». Попали в одну группу (группа H) с донецким «Шахтёром», португальской «Брагой» и турецким «Коньяспором». Вышли в плей-офф. В 1/16 финала прошли английский «Тоттенхэм Хотспур». В 1/8 финала уступили бельгийскому «Генку».

### «Андерлехт»
3 октября 2017 года стал главным тренером «Андерлехта», подписав контракт на три сезона. В регулярном чемпионате команда заняла 2-е место. В чемпионском плей-офф заняли 3-е место. В Лиге чемпионов попали в одну группу с французским «Пари Сен-Жермен», мюнхенской «Баварией» и шотландским «Селтиком». Заняли 4-е место. 16 декабря 2018 года был уволен. После 19-ти туров клуб занимал 4-е место в чемпионате.

### Возвращение в «Гент»
В декабре 2020 года во второй раз в карьере возглавил «Гент». В сезоне 2020/21 команда заняла 7-е место в регулярном сезоне. В сезоне 2021/22 команда заняла 5-е место в регулярном сезоне. Также команда выиграла Кубок Бельгии. В сезоне 2022/23 команда заняла 5-е место в регулярном сезоне.

## Достижения

### В качестве тренера

#### Командные
Кортрейк
- Чемпион Бельгии (2-й дивизион) (1): 2007/08
- Финалист Кубка Бельгии (1): 2011/12

 Гент
- Чемпион Бельгии (1): 2014/15
- Бронзовый призёр чемпионата Бельгии (2): 2015/16, 2016/17
- Обладатель Кубка Бельгии (1): 2021/22
- Обладатель Суперкубка Бельгии (1): 2015

 Андерлехт
- Бронзовый призёр чемпионата Бельгии (1): 2017/18

#### Индивидуальные
- Тренер года в Бельгии (1): 2012

## Тренерская статистика
| Кортрейк  | 1 июля 2006    | 30 июня 2009     | 97  | 46  | 25  | 26  | 047,42 |
| Гент      | 1 июля 2009    | 29 ноября 2009   | 18  | 5   | 5   | 8   | 027,78 |
| Кортрейк  | 6 июня 2010    | 30 июня 2014     | 169 | 63  | 40  | 66  | 037,28 |
| Гент      | 1 июля 2014    | 27 сентября 2017 | 168 | 82  | 45  | 41  | 048,81 |
| Андерлехт | 3 октября 2017 | 16 декабря 2018  | 62  | 26  | 11  | 25  | 041,94 |
| Гент      | 4 декабря 2020 | н. в.            | 165 | 87  | 35  | 43  | 052,73 |
| Итого     | Итого          | Итого            | 679 | 309 | 161 | 209 | 045,51 |